# From Me to You
From Me to You (englisch für „Von mir zu dir“) ist ein Lied der britischen Band The Beatles, das am 11. April 1963 in Großbritannien als dritte Single der Beatles veröffentlicht wurde. Das von John Lennon und Paul McCartney komponierte Lied wurde der erste Nummer-eins-Hit der Beatles in Großbritannien.

## Entstehung
From Me to You entstand während einer Tournee von Helen Shapiro, bei der die Beatles ebenfalls engagiert waren. Komponiert wurde das Lied gemeinsam von John Lennon und Paul McCartney am 28. Februar 1963 in einem Tourbus auf dem Weg nach Shrewsbury. Es gehört somit zu den eher wenigen echten Lennon/McCartney-Kompositionen. Der Titel bezieht sich auf die Leserbrief-Seite der Musikzeitschrift New Musical Express, die From You to Us überschrieben ist.
Obwohl die Beatles geplant hatten, Thank You Girl als nächste Single zu veröffentlichen, änderten sie schnell ihre Meinung, nachdem sie From Me To You geschrieben hatten. Die Gruppe wollte ursprünglich, dass der Song mit einem Gitarrensolo beginnt, aber George Martin, der Produzent des Songs, schlug vor, dass eine Mischung aus Mundharmonika und Gesang effektiver wäre.
John Lennon sagte 1970 dazu: „Love Me Do ist Rock ’n’ Roll, ziemlich funky: Das Gimmick war die Mundharmonika. Und dann klebten wir es auf Please Please Me und dann klebten wir es auf From Me To You, und dann ließen wir es fallen. Es wurde peinlich.“
From Me To You erreichte in Großbritannien Platz 1 der Single-Charts und war insgesamt 21 Wochen in den Charts. In den USA, wo es ebenfalls als Single veröffentlicht wurde, konnte sich das Lied nicht platzieren. Landesweit wurden lediglich 22.000 Exemplare verkauft. Dagegen platzierte sich eine im Juni 1963 veröffentlichte Coverversion von Del Shannon in den Billboard Hot 100 (Platz 77) und hielt sich vier Wochen in den Charts.

## Aufnahme
John Lennon, Paul McCartney, George Harrison und Ringo Starr nahmen das Lied fünf Tage nach seiner Komposition am 5. März 1963 in den Abbey Road Studios in London auf. Produzent war George Martin, assistiert von Norman Smith. E-Gitarren, Bass, Schlagzeug und Gesang wurden in sieben Takes live im Studio eingespielt. Anschließend wurden Chor, Gitarrensolo und Mundharmonika per Overdub hinzugefügt. Die von John Lennon gespielte Mundharmonika ist nur in der Monoabmischung des Liedes zu hören; in der ebenfalls am 14. März 1963 angefertigten Stereofassung blieb sie unberücksichtigt.
Besetzung:
- John Lennon: Rhythmusgitarre, Mundharmonika, Gesang
- Paul McCartney: Bass, Gesang
- George Harrison: Leadgitarre, Hintergrundgesang
- Ringo Starr: Schlagzeug

## Veröffentlichungen
- Am 11. April 1963 wurde From Me to You in Großbritannien als Single (auf der B-Seite befindet sich das Lied Thank You Girl) veröffentlicht.
- Am 6. September 1963 wurde From Me to You auf der EP The Beatles’ Hits veröffentlicht, 14 Tages später in Deutschland.
- Am 30. Januar 1964 wurde in den USA von Vee-Jay Records die Single Please Please Me / From Me to You veröffentlicht. From Me to You erreichte als B-Seite separat Platz 41 der US-amerikanischen Charts.
- Am 14. April 1964 wurde From Me to You auf den deutschen Kompilationsalbum The Beatles Beat veröffentlicht.
- Angelehnt an From Me to You komponierte Ken Thorne 1965 für den Soundtrack des Spielfilms Hi-Hi-Hilfe! das Instrumentalstück From Me to You Fantasy, das im August 1965 auf der US-amerikanischen Version des Albums Help! von Capitol Records veröffentlicht wurde.
- In den kommenden Jahren wurde From Me to You für folgende Kompilationsalben der Beatles verwendet: A Collection of Beatles Oldies (1966), 1962–1966 (1973), 20 Greatest Hits (1982), Past Masters (1988) und 1 (2000).
- From Me to You wurde als Titelsong für From Us To You, einer BBC-Radioserie, adaptiert. Es wurden vier Ausgaben mit einer Dauer von jeweils zwei Stunden aufgezeichnet, die von Dezember 1963 bis Juni 1965 an Feiertagen gesendet wurden. Eine Version des Themas From Us To You, aufgenommen am 28. Februar 1964 im Number One Studio, BBC Piccadilly Theatre, London, wurde auf dem Album Live at the BBC veröffentlicht, das am 28. November 1994 erschien. Eine weitere Version von From Us To You (Closing) erschien auf der remasterten Version des Albums, das im November 2013 erschien.
- Am 20. November 1995 erschien das Album Anthology 1, auf dem sich eine Liveaufnahme in Mono für den schwedischen Radiosender Sveriges Radio vom 24. Oktober 1963 befindet.
- Für BBC Radio nahmen die Beatles unter Livebedingungen 16 weitere Fassungen von From Me to You auf, von denen eine Aufnahme im BBC Playhouse Theatre, London, vom 16. Oktober 1963 auf dem Album On Air – Live at the BBC Volume 2  am 8. November 2013 erschien.[2]
- Am 17. Dezember 2013 erschien das Album The Beatles Bootleg Recordings 1963, auf dem sich die Studioversionen Take 1, 2 und 5 von From Me to You befindet. Außerdem befindet sich auf dem Album eine weitere BBC-Aufnahme von From Me to You, diese stammt vom 21. Mai 1963 und wurde im BBC Playhouse Theatre, London, eingespielt.
- Am 10. November 2023 wurde das Kompilationsalbum 1962–1966 erneut wiederveröffentlicht. Auf diesem befindet sich From Me to You in einer von Giles Martin und Sam Okell 2023 neu abgemischten Version.

## Coverversionen
Es wurden über 140 Coverversionen von From Me to You veröffentlicht.
Coverversionen wurden unter anderem von den Bee Gees, Bobby McFerrin, Alvin and the Chipmunks, Louise Cordet und Mae West veröffentlicht.